# Unbinilium
Unbinilium, neboli eka-radium, je dočasný název neobjeveného chemického prvku periodické tabulky, který má provizorní značku Ubn a má protonové číslo 120.

## Původ názvu
Název unbinilium byl odvozen od latinského ekvivalentu protonového čísla 120. Un jako jedna, Bi jako dvě a Nil jako nula.

## Historie
Pokus o syntetizaci unbinilia proběhl na přelomu března a dubna 2007 ve Fljorovově laboratoři nukleárních reakcí v Dubně. Atomy izotopu plutonia 244 byly bombardovány ionty železa 58 s očekávanou reakcí:
{\displaystyle \,_{94}^{244}\mathrm {Pu} +\,_{26}^{58}\mathrm {Fe} \to \,_{120}^{302}\mathrm {Ubn} ^{*}\to \mathrm {produkty} \,\mathrm {rozpadu} }
Při pokusu nebyly nalezeny žádné atomy Ubn.
Na přelomu dubna a května 2007 se tým GSI pokusil syntetizovat Ubn bombardováním izotopu uranu 238 niklem 64 s očekávanou reakcí:
{\displaystyle \,_{92}^{238}\mathrm {U} +\,_{28}^{64}\mathrm {Ni} \to \,_{120}^{302}\mathrm {Ubn} ^{*}\to \mathrm {produkty} \,\mathrm {rozpadu} }
Při následné analýze nebyly žádné atomy Ubn objeveny.
Centrum pro výzkum těžkých iontů (GSI) v Darmstadtu zahájilo v r. 2011 pokusy syntetizovat Ubn bombardováním curia 248 chromem 54. Ve Spojeném ústavu jaderných výzkumů v Dubně byl naplánován podobný pokus, tentokrát reakcí titanu 50 a kalifornia 249. V pokusech s paprskem jader 50Ti (tedy bez nutnosti využívat dvojitě magická jádra) pokročili v kalifornské Lawrence Berkeley National Laboratory (LBNL), kde se jim v r. 2024 s jeho pomocí podařilo syntetizovat livermorium 290 ostřelováním plutonia 244.

## Předpokládané vlastnosti
Ubn patří do skupiny kovů alkalických zemin.
Vzhledem k periodickému zákonu by Ubn bylo pravděpodobně vysoce reaktivní, reaktivnější než ostatní lehčí prvky této skupiny.
Oxidační číslo Ubn jakožto prvku 2. skupiny by ve sloučeninách bylo (zpravidla) +II.
Ubn by samovolně reagovalo na vzduchu za vzniku oxidu unbinililnatého.
2 Ubn + O2 → 2 UbnO
Také by reagovalo s vodou. Vznikal by zásaditý hydroxid unbinililnatý.
Ubn + 2 H2O → Ubn(OH)2 + H2

## Pokusy získání
Tabulka níže obsahuje různé kombinace výchozích prvků, které by mohly vést k utvoření jádra s protonovým číslem 120:
| Částice bombardovaná | částicí | Produkt | Výsledek                                        |
| -------------------- | ------- | ------- | ----------------------------------------------- |
| 208Pb                | 88Sr    | 296Ubn  | Reakce k ověření                                |
| 238U                 | 64Ni    | 302Ubn  | Zatím neúspěšné, σ < 94 fb                      |
| 244Pu                | 58Fe    | 302Ubn  | Zatím neúspěšné, σ < 0.4 pb                     |
| 248Cm                | 54Cr    | 302Ubn  | Zatím neúspěšné, podrobnosti nejsou k dispozici |
| 250Cm                | 54Cr    | 304Ubn  | Reakce k ověření                                |
| 249Cf                | 50Ti    | 299Ubn  | Výsledky zatím nejsou k dispozici               |
| 252Cf                | 50Ti    | 302Ubn  | Reakce k ověření                                |
| 257Fm                | 48Ca    | 305Ubn  | Reakce k ověření                                |